# 洛根鎮區 (堪薩斯州謝爾曼縣)
洛根鎮區（英語：Logan Township）是位於美國堪薩斯州謝爾曼縣的一個行政鎮區。

## 地方資料
洛根鎮區的面積為138.09平方千米，當中陸地面積為138.09平方千米，而水域面積為0.00平方千米。根據2010年美國人口普查的數據，當地共有人口222人，而人口密度為每平方千米1.61人。

## 外部連結
- US-Counties.com
- City-Data.com （页面存档备份，存于）